# Миля (сериал)
«Миля» — российский комедийный сериал режиссёра Оксаны Мафагел, снятый по собственному сценарию, написанному при участии Елизаветы Варвары Арановой. Главные роли исполнили Карина Зверева, Елизавета Кононова и Ясмина Омерович.
Премьера состоялась 24 июня 2024 года в онлайн-кинотеатре Okko.

## Сюжет
После того, как 39-летнюю работницу сферы интимных услуг Милю бросает спонсор, она решает стать блогером. Наняв двух молодых помощниц – Ксюшу и Варю, Миля ставит перед ними задачу – набрать миллион подписчиков до конца месяца. Помощницы понимают, что это практически невыполнимая задача, но соглашаются из-за высокого гонорара. Они предлагают Миле попробовать привлекать внимание эпатажными поступками.

## В ролях
| Актёр                | Роль                |
| -------------------- | ------------------- |
| Карина Зверева       | Миля / Милена       |
| Елизавета Кононова   | Ксюша               |
| Ясмина Омерович      | Варя                |
| Светлана Саягова     | Люба                |
| Кирилл Снегирёв      |                     |
| Константин Плотников | администратор отеля |
| Анна Ичетовкина      | Нила Петровна       |
| Алексей Симонов      | отец Мили           |
| Дмитрий Хасис        | Олег                |

## Список серий

### 1 сезон
| Серия | Дата премьеры |
| ----- | ------------- |
| 1     | 24 июня 2024  |
| 2     | 25 июня 2024  |
| 3     | 26 июня 2024  |
| 4     | 1 июля 2024   |
| 5     | 2 июля 2024   |
| 6     | 3 июля 2024   |
| 7     | 8 июля 2024   |
| 8     | 9 июля 2024   |

## Производство
Сериал снят кинокомпаниями «Место силы» и Originals Production по заказу онлайн-кинотеатра Okko.
Съёмки начались в мае 2023 года.
13 июня 2024 года был опубликован трейлер.

## Реакция
Редакция сайта Starhit.ru: «Простое и незатейливое, на первый взгляд, повествование на самом деле оказывается гораздо глубже и многослойнее. Миля приехала в Москву из провинциального городка, где до сих пор живут её отец и тяжело больная бабушка, которую она стремится спасти. Перед нами не просто комедия, основанная на парадоксальных стечениях обстоятельств, но и драматическая, проникновенная история, заставляющая зрителя сочувствовать и сопереживать главной героине».
Евгений Шульгин (Lenta.ru): «Если главная героиня в исполнении Зверевой здесь занимает исключительно комедийную нишу как особа не только легкого поведения, но и в чем-то даже детского склада ума, то парочка из хитрой заводилы Вари и ведомой Ксюши становится душой сериала. Их тесная дружба рождает теплые бытовые сценки, жизненно необходимые для того, чтобы передохнуть от огромнейшего количества шуток».